# Inondations de 1987 en Afrique du Sud
Les inondations de septembre 1987 en Afrique du Sud sont la catastrophe naturelle la plus meurtrière de l'histoire du pays, avec 506 décès.
Une zone de basse pression coupée s'est déplacée à travers l'Afrique du Sud, alimentée par l'humidité du sud-est. Sur une période de cinq jours commençant le 25 septembre, certaines parties de la province du Natal, dans l'est de l'Afrique du Sud, ont reçu jusqu'à 900 mm de précipitations. Les fortes pluies ont pris fin le 29 septembre. En trois jours, Mtunzini a enregistré 801 mm de précipitations. Les précipitations les plus importantes se sont produites dans les zones montagneuses, provoquant des glissements de terrain et des crues soudaines, en particulier dans les rivières. Les niveaux d'eau le long de la rivière Umgeni étaient si élevés qu'ils ont emporté une île entière. La rivière Mvoti a gonflé à une largeur de 900 m, de sa largeur normale de 35 m. Il y avait un total de 506 décès liés à l'événement. Les inondations ont endommagé plus de 30 000 maisons, laissant plus de 50 000 personnes sans abri. Les dommages ont été estimés à 500 millions $US. 14 ponts ont été emportés. Les inondations ont détruit quatre aqueducs desservant la zone métropolitaine de Durban, laissant les gens sans eau,. Plusieurs villages ruraux ont été entièrement détruits. Les inondations ont également détruit des champs.
Après les inondations, les autorités ont découragé l'usage de l'eau potable en raison de la contamination de l'approvisionnement. L'armée a largué des brochures aux résidents sur la façon de purifier leur eau.